# 議事論事
《議事論事》（英語：LegCo Review）是由香港電台電視部製作的一個時事資訊節目，在2021年5月前報道香港立法會的議事和討論香港政治，每集均會邀請嘉賓接受訪問。到2021年5月因加入六四長跑片段，改為外聘團隊負責製作節目，不再討論香港政治。

## 簡介
節目在1986年4月9日首播，初時只是報導立法局內的事務，拍攝立法局內的辯論和議員的百態，節目時間初時為15分鐘，由許金峰主持。後來涉及政治議題，擴大至30分鐘。
立法會會期（每年10月至翌年7月）的星期四20:00在香港電台港台電視31首播，現任監製為馬占威，主持為黃雅宇、李朗怡、余若薇及曾鈺成，內容報道立法會一周動向，同時加插時事話題討論。
《議事論事》属于个人意见节目，因此常涉及香港政治和敏感的時事題材，時常被中國大陸封殺，當在無線電視翡翠台直播時，廣東有線會用預先錄製節目覆蓋部分或者全部內容。但與《頭條新聞》相比，《議事論事》的作風比較溫和。中国大陆人能在香港电台的官网上看到《議事論事》的全部内容。
2021年3月，林鄭月娥委任李百全作廣播處長後，在該月11日的節目突然於播出前整集被臨時抽起，李百全並沒有解釋原因。隨後亦屢有部分內容被抽起或高層干預節目內容的新聞。2021年5月底，《議事論事》因片尾播出六四長跑片段而被抽起。節目在同年5月28日起改為由外聘團隊製作，並邀請沒有電視製作經驗的港台前中文台長何重恩接手。節目原主持人亦被更換，包括網上節目《香港怎麼辦》主持楊振耀，親建制派前區議員伍婉婷及時事評論員尹志強擔任主持。節目亦不再提及政治議題，上半部報導每週立法會會議的民生事務，下半部主持人互相談論與民生有關的時事議題。有港台員工認為指港台管理層曾質疑節目不持平，但目前的節目改為三人意見討論，認為是極為矛盾及雙重標準。

## 播映時間
- 港台電視31：
  - 首播：星期六20:00-20:30。

## 2021年5月28日前的節目環節
〈見薇知著〉或〈見薇知法〉
由余若薇主持，前者就熱門話題訪問嘉賓，後者講解法律專業知識，與〈茗家論政〉交替播出。
〈茗家論政〉（前稱〈論政〉）
由曾鈺成主持，就熱門話題與嘉賓對談，與〈見薇知著〉或〈見薇知法〉交替播出。
〈政情堂邊鶴〉（前稱〈議事堂邊鶴〉）
取「塘邊鶴」諧音，以輕鬆形式配以動畫介紹近期政治事件。前稱〈議事堂邊鶴〉，主題局限於議會議程。

## 過往節目環節
〈議會快拍〉
介紹會議議程。
〈立法會話你知〉
介紹前立法局與現在立法會的歷史和知識，由徐岱靈或鄧苑芬介紹。
〈政壇回憶錄〉
邀請一些政壇元老，回顧香港政制的發展。嘉賓有鐘士元（第一輯）和范徐麗泰（第二輯）。
〈飛哥與你〉
李鵬飛就熱門話題訪問嘉賓，曾與〈論政〉交替播出。
〈議會新人王〉
介紹2008年立法會選舉中新當選議員。
〈新紮議員〉
介紹2012年立法會選舉中新當選議員。
〈議會新鮮人〉
介紹2016年立法會選舉中新當選議員。

## 六四事件二十週年節目的爭議
2009年6月4日時值六四事件二十週年，當晚播出的一集《議事論事》以六四事件為題，主持李小薇身處維多利亞公園報道六四燭光晚會現場情況，內容包括：六四事件的新聞片段，訪問學運領袖、中國內地維權人士和台灣社運人士訪談，以及由波蘭反共產運動參與者現身說法。節目提及「東歐人民早在1950年代、1960年代反抗共產政權的高壓統治，引來蘇聯坦克入城鎮壓。東歐民主化運動抗爭歷時30多年才開花結果，如果1989年是中國民主萌芽的一年，往後的路更加需要人民堅定、慢慢地走下去」，內容引起一些親建制派人士不滿。
6月10日，《星島日報》署名杜良謀的文章指《議事論事》中，李小薇將東歐共產政權倒台與在中國爭取民主相類比，香港卻有人公開提出要走前東歐的道路，令到中央人民政府大為震驚。6月16日，一國兩制研究中心總裁張志剛在《明報》發表評論，質疑以公帑運作的香港電台在節目中持反共立場，抨擊香港電台藉新聞節目搞政治動員。張志剛指李小薇的旁白「慨嘆六四學生運動沒有推翻中國共產黨，以東歐的經驗，大約需要30多年就可以大功告成。言下之意，中國共產黨政權大概還有10多年的壽命。搞政治動員，最終還要搞到《中華人民共和國憲法》規定的執政黨的頭上來」，質疑「香港納稅人給香港電台的資源，是不是要用到這些反共的運動之上」，並指「廣播處長也要對適當運用總編輯的權力而負上責任」。
6月16日，香港電台發言人回應查詢時強調港台及主持人都沒有「反共」的既定立場，並表示「《議事論事》並非個人意見節目，是依照《香港電台節目製作人員守則》製作，並無意圖帶出『反共』的訊息」；發言人指節目製作人以平常心去製作節目，涉及公共事務的製作，會找相關的時事題材帶出不同的看法，但對外界的批評，港台有恆常的檢討機構處理，而港台已知悉張志剛的言論，稍後會討論他的意見。

## 2013年新春兼情人節版
2013年2月14日，當晚播出的一集《議事論事》邀請梁國雄、蔣麗芸、劉健儀 、黃之鋒、陳淨心和陳梓進擔任嘉賓。節目後段梁國雄和陳淨心兩人之間不時出現罵戰，但梁被陳胡罵時卻表現克制。當梁國雄問陳淨心是否建制派時，陳淨心的回應出現粗言被過濾的情況，在近年香港節目中相當少見。

## 節目突然被抽起和轉題目
2021年3月11日，當晚播出的節目突然被抽起，同時段改為重播節目《卓越教室》。有負責製作節目的人員向眾新聞表示，廣播處長李百全看過節目後便抽起，事後只通知製作人員，並沒有解釋原因。港台回應指不評論個別個案，重申根據《香港電台的管治及管理檢討報告》的建議，廣播處長以及港台高層管理人員有責任將具爭議性的節目播出前進行檢視，保障節目符合約章及守則的要求。據悉該集節目主題為「修改選舉制度」，嘉賓包括國際關係學者袁彌昌和民主黨前立法會議員李華明。李華明表示不知是否因為環節而抽起節目。而消息指港台內部或廣播處長近期多次發出通告，警告員工不能對外透露機密資訊，否則會視為違反《官方機密條例》第III部和《節目製作人員守則》第4.9段。
2021年5月1日，有獲邀擔任港台節目《議事論事》的嘉賓透過網絡媒體眾新聞透露，原定4月28日的環節是討論如何分辨假新聞及假消息如何在網上流傳，並邀請中文大學新聞與傳播學院院長李立峯、資深傳媒人陳景祥，以及研究大數據的顧問公司創辦人黃潔慧作學術討論。不過在錄影前約三個多小時突然收到製作團隊通知，稱題目轉了要臨時取消，最後改為探討入境條例修訂會否限制港人出入境自由，林鄭出席立法會答問大會和她擔任港台節目主持訪問不同界別人士。有消息指，管理層自行邀約民建聯成員、前荃灣區議員林琳加插入討論環節。港台發言人回覆指香港電台的節目內容及播放安排屬內部編輯事宜，不作個別評論。
2021年5月21日，自由黨榮譽主席田北俊談及美國商會近日調查時，談及商界憂慮《港區國安法》而撤走的內容。可是這些內容遭港台高層以「不中立」刪走，而且軏全沒有知會田北俊本人。田北俊稱：「作為嘉賓主持或受訪者，不樂見節目中言論或內容遭刪削。」同一集，節目末段加插了六四長跑的片段。港台編輯委員會認為片段「與該集的討論事項或立法會當前議題無關」，亦未得編輯委員會同意。港台在重溫版本及網上版本刪除有關環節，亦認為有關的加插涉嫌違反現行編輯管理機制，將會進行調查，《議事論事》暫時將由外聘製作團隊負責製作。香港電台節目製作人員工會發聲明，批評高層編委會有權用盡，無視同事意見，是嚴重踐踏團隊專業製作。

## 曾任主持
- 陳毓祥
- 許金峰
- 吳明林
- 鄧景輝
- 徐岱靈
- 李鵬飛
- 李小薇
- 謝志峰
- 柳俊江
- 鄧苑芬
- 黃雅宇
- 李朗怡
- 陳月慧
- 曾鈺成
- 田北俊
- 余若薇

## 註解
1. ↑  . 眾新聞. 2021-05-27  [2021-06-11]. （原始内容存档于2021-06-11）.
2. ↑  . 眾新聞. 2021-05-28  [2021-06-11]. （原始内容存档于2021-06-11）.
3. ↑  余錦賢. . 香港脈搏 (信報財經新聞). 2009-06-16.
4. ↑  杜良謀. . 政治 (星島日報). 2009-06-10: A12.
5. ↑  . 張志剛 (明報). 2009-06-16  [2010-09-09]. （原始内容存档于2009-06-19）.
6. ↑  . 星島日報. 2009年6月17日  [2010-08-09]. （原始内容存档于2009-06-20）.
7. ↑  . 眾新聞. 2021-03-11  [2021-03-11]. （原始内容存档于2022-01-02）.
8. ↑  . 眾新聞. 2021-03-13  [2021-03-13]. （原始内容存档于2021-03-24）.
9. ↑  . 眾新聞. 2021-05-01  [2021-05-01]. （原始内容存档于2021-05-01）.
10. ↑  . 自由亞洲電台. 2021-05-25  [2021-05-25]. （原始内容存档于2021-05-25）.
11. ↑  . 立場新聞. 2021-05-24  [2021-05-25]. （原始内容存档于2021-05-25）.

## 外部連結
- 香港電台官方網站 - 議事論事（页面存档备份，存于）
- 議事論事的Facebook專頁
- 香港電台經典重温頻道 議事論事－1986年4月9日（页面存档备份，存于）